# Ostatges (pel·lícula)
Ostatges (títol original en rus, Заложники; transcrit com a Zalojniki; títol original en georgià, მძევლები; transcrit com a Mdzèvlebi) és una pel·lícula dramàtica del 2017 dirigida i escrita per Rèvaz Guiguinèixvili, que ha escrit el guió amb Laixa Búgadze. Es va projectar a la secció Panorama del 67è Festival Internacional de Cinema de Berlín. S'ha doblat i subtitulat al català.
El film s basa en una història real sobre un grup de joves soviètics de Geòrgia que intenten escapar de la Unió Soviètica segrestant un avió el 1983.